# Paul Staudinger
Paul Staudinger, född 1859 i Dresden, död 1933, var en tysk resenar och författare. Han var son till Otto Staudinger.
Staudinger genomreste på 1880-talet västra Sudan, Hausaländerna, Nordafrika och Nederländska Indien. Han utgav bland annat Im Herzen der Haussaländer (1889).